# Ochlodes bouddha
Ochlodes bouddha is een vlinder uit de familie van de dikkopjes (Hesperiidae). De wetenschappelijke naam van de soort is voor het eerst geldig gepubliceerd in 1876 door Paul Mabille.